# Psi-1 d'Aquari b
Psi-1 Aquarii b o 91 Aquarii b és un planeta extrasolar que orbita l'estrella gegant Psi1 Aquarii o 91 Aquarii. És un planeta superjovià que orbita a prop de l'estrella en una òrbita molt circular.

## Vegeu
- HD 59686 b
- q¹ Eridani b